# Guannan
Guannan är ett härad som lyder under Lianyungangs stad på prefekturnivå i Jiangsu-provinsen i östra Kina. Den ligger omkring 240 kilometer norr om provinshuvudstaden Nanjing. 